# 普庵咒
《普庵咒》，是中國民間信仰普庵派的咒語，後為某些漢傳佛教宗派所吸收，原名《普庵大德禪師，釋談章神咒》，亦名《釋談章》、《悉曇章》，傳說其作者為南宋臨濟宗僧普庵印肅大師，又一說為普庵派融合南宋時東密華嚴字母與當時流行的佛教密咒的自創咒語。普庵派信徒相信，本咒語的功德最主要是驅除一切煞氣，或者是擇日不許可時，吟誦此神咒一遍到三遍；還有驅逐老鼠、害蟲。在明代以後被應用到古琴和其他音樂形式中。

## 咒語
出自《禪門日誦》（或稱《諸經日誦》），經云：八地菩薩以上乃可自說咒語(參《楞嚴經·卷六》《大正藏》第十九冊頁129下)。本咒乃南宋臨濟宗僧普庵印肅大師（1115～1169）所說，某日閱讀《華嚴經》論，頓時大悟，親契華嚴境界。爾後慕名而求訪者甚眾，師隨宜說法，或「書偈」，或「折草治病」，或「伐怪木」、「祈雨」、「毀淫祠」、「袪災除病」之靈驗甚多。提倡讀誦《楞嚴咒》，做為《禪門日誦》必讀咒語之一。
普庵祖師菩薩大願，凡有安神、請佛、安宅、外出……等等沖煞禁忌之日，誦此咒一或三遍，即可「百無禁忌」。家中蟑螂、白蟻、蚊蟲、老鼠……等諸蟲惱人，誦此咒可避之。

### 咒語原文
南無佛陀耶，南無達摩耶，南無僧伽耶，

南無本師釋迦牟尼佛，南無大悲觀世音菩薩，南無百萬火首金剛王菩薩。南無普庵祖師菩薩。
唵，迦迦迦姸界，遮遮遮神㘃，吒吒吒怛那，多多多檀那，波波波梵摩，
摩梵波波波，那檀多多多，那怛吒吒吒，㘃神遮遮遮，界姸迦迦迦，迦迦迦姸界。
迦迦雞雞俱俱雞，俱鷄俱，兼喬雞，喬雞兼，界姸迦迦迦，迦迦迦姸界。
遮遮支支朱朱支，朱支朱，占昭支，昭支占，㘃神遮遮遮，遮遮遮神惹。
吒吒知知都都知，都知都，擔多諦，多諦擔，那怛吒吒吒，吒吒吒怛那。
多多諦諦多多諦，多諦多，談多諦，多諦談，那檀多多多，多多多檀那。
波波悲悲波波悲，波悲波，梵波悲，波悲梵，摩梵波波波，波波波梵摩。 
摩梵波波波，那檀多多多，那怛吒吒吒，㘃神遮遮遮，界姸迦迦迦，迦迦迦姸界。
迦迦雞雞俱俱雞，喬兼兼兼兼兼兼，驗堯倪，堯倪驗，界姸迦迦迦，迦迦迦姸界。
遮遮支支朱朱支，昭占占占占占占，驗堯倪，堯倪驗，㘃神遮遮遮。遮遮遮神㘃。
吒吒知知都都知，多擔擔擔擔擔擔。喃哪呢，哪呢喃，那怛吒吒吒，吒吒吒怛那。
多多諦諦多多諦，多談談談談談談。喃哪呢，哪呢喃，那檀多多多，多多多檀那。
波波悲悲波波悲，波梵梵梵梵梵梵，梵摩迷，摩迷梵。摩梵波波波，波波波梵摩。 
摩梵波波波，那檀多多多，那怛吒吒吒，㘃神遮遮遮，界姸迦迦迦，迦迦迦姸界。
迦迦雞雞俱俱耶，喩喩喩喩喩喩喩喩喩，界姸迦迦迦，迦迦迦姸界。
遮遮支支朱朱耶，喩喩喩喩喩喩喩喩喩，㘃神遮遮遮，遮遮遮神㘃。
吒吒知知吒吒耶，奴奴奴奴奴奴奴奴奴，那怛吒吒吒，吒吒吒怛那。
多多諦諦多多耶，奴奴奴奴奴奴奴奴奴，那檀多多多，多多多檀那。
波波悲悲波波耶，母母母母母母母母母，摩梵波波波，波波波梵摩。 
摩梵波波波，那檀多多多，那怛吒吒吒，㘃神遮遮遮，界姸迦迦迦，迦迦迦姸界。
波多吒，遮迦耶，夜蘭訶，阿瑟吒，薩海吒，漏嚧漏嚧吒，遮迦耶，娑婆訶。
無數天龍八部，百萬火首金剛，昨日方隅，今朝佛地，普庵到此，百無禁忌。
南無普庵祖師菩薩摩訶薩。摩訶般若波羅蜜。

## 音樂

### 古琴曲
《普庵咒》在明代被譜為古琴曲，最早見於《三教同聲》琴譜，至今可見約四十個版本，為古琴音樂中少數佛教相關琴曲之一。

### 其他音樂
除了古琴音樂，《普庵咒》也以多種音樂形式存在，例如：琵琶獨奏曲、吹打樂、冀中笙管樂、江南絲竹、弦索樂合奏、崑曲、宮廷音樂、南管等等。

## 外部連結
- YouTube上的古琴曲〈普庵咒〉，溥雪齋演奏
- YouTube上的古琴曲〈普庵咒〉，楊秋悅演奏
- 〈普庵咒〉，林晨演奏，央視網